# Jere Innala
Jere Innala, född 17 mars 1998, är en finländsk professionell ishockeyforward som är kontrakterad till Colorado Avalanche i National Hockey League (NHL) och spelar för Colorado Eagles i American Hockey League (AHL).
Han har tidigare spelat för Frölunda HC i Svenska Hockeyligan (SHL); HPK och HIFK Hockey i Liiga samt Lempäälän Kisa i Mestis.
Innala blev aldrig NHL-draftad.

## Statistik
| 2016–2017    | HPK                | Liiga        | 29  | 3  | 2  | 5   | 4   | 1  | 0  | 0  | 0  | 0 |
|              | Lempäälän Kisa     | Mestis       | 1   | 0  | 0  | 0   | 0   | —  | —  | —  | —  | — |
| 2017–2018    | HPK                | Liiga        | 48  | 4  | 7  | 11  | 6   | —  | —  | —  | —  | — |
|              | Lempäälän Kisa     | Mestis       | 2   | 0  | 0  | 0   | 0   | —  | —  | —  | —  | — |
| 2018–2019    | HPK                | Liiga        | 60  | 24 | 21 | 45  | 16  | 18 | 2  | 9  | 11 | 4 |
| 2019–2020    | HPK                | Liiga        | 57  | 17 | 18 | 35  | 14  | —  | —  | —  | —  | — |
| 2020–2021    | HPK                | Liiga        | 42  | 20 | 17 | 37  | 42  | —  | —  | —  | —  | — |
| 2021–2022    | HIFK Hockey        | Liiga        | 54  | 18 | 30 | 48  | 30  | 6  | 3  | 5  | 8  | 2 |
| 2022–2023    | Frölunda HC        | SHL          | 52  | 10 | 16 | 26  | 14  | 10 | 2  | 3  | 5  | 0 |
| 2023–2024    | Frölunda HC        | SHL          | 42  | 16 | 12 | 28  | 14  | 14 | 11 | 4  | 15 | 8 |
| 2024–2025    | Colorado Avalanche | NHL          | 2   | 0  | 0  | 0   | 0   | —  | —  | —  | —  | — |
|              | Colorado Eagles    | AHL          | 21  | 5  | 10 | 15  | 10  | —  | —  | —  | —  | — |
| NHL totalt   | NHL totalt         | NHL totalt   | 2   | 0  | 0  | 0   | 0   | —  | —  | —  | —  | — |
| SHL totalt   | SHL totalt         | SHL totalt   | 94  | 26 | 28 | 54  | 28  | 24 | 13 | 7  | 20 | 8 |
| Liiga totalt | Liiga totalt       | Liiga totalt | 290 | 86 | 95 | 181 | 112 | 25 | 5  | 14 | 19 | 6 |

### Internationellt
| Källa: Uppdaterad: 2024-12-24 | Källa: Uppdaterad: 2024-12-24 | Källa: Uppdaterad: 2024-12-24 |         | Utv = Utvisningsminuter | Utv = Utvisningsminuter | Utv = Utvisningsminuter | Utv = Utvisningsminuter | Utv = Utvisningsminuter |
| År                            | Lag                           | Mästerskap                    | Matcher | Mål                     | Assists                 | Poäng                   | Utv                     |                         |
| ----------------------------- | ----------------------------- | ----------------------------- | ------- | ----------------------- | ----------------------- | ----------------------- | ----------------------- | ----------------------- |
| 2018                          | Finland                       | JVM                           | 5       | 0                       | 0                       | 0                       | 0                       |                         |
| 2021                          | Finland                       | VM                            | 10      | 2                       | 3                       | 5                       | 2                       |                         |
| 2022                          | Finland                       | VM                            | 4       | 0                       | 1                       | 1                       | 2                       |                         |
| 2024                          | Finland                       | VM                            | 8       | 2                       | 3                       | 5                       | 0                       |                         |
| Junior totalt                 | Junior totalt                 | Junior totalt                 | 5       | 0                       | 0                       | 0                       | 0                       |                         |
| Senior totalt                 | Senior totalt                 | Senior totalt                 | 22      | 4                       | 7                       | 11                      | 4                       |                         |